# George Abbot (bisschop)

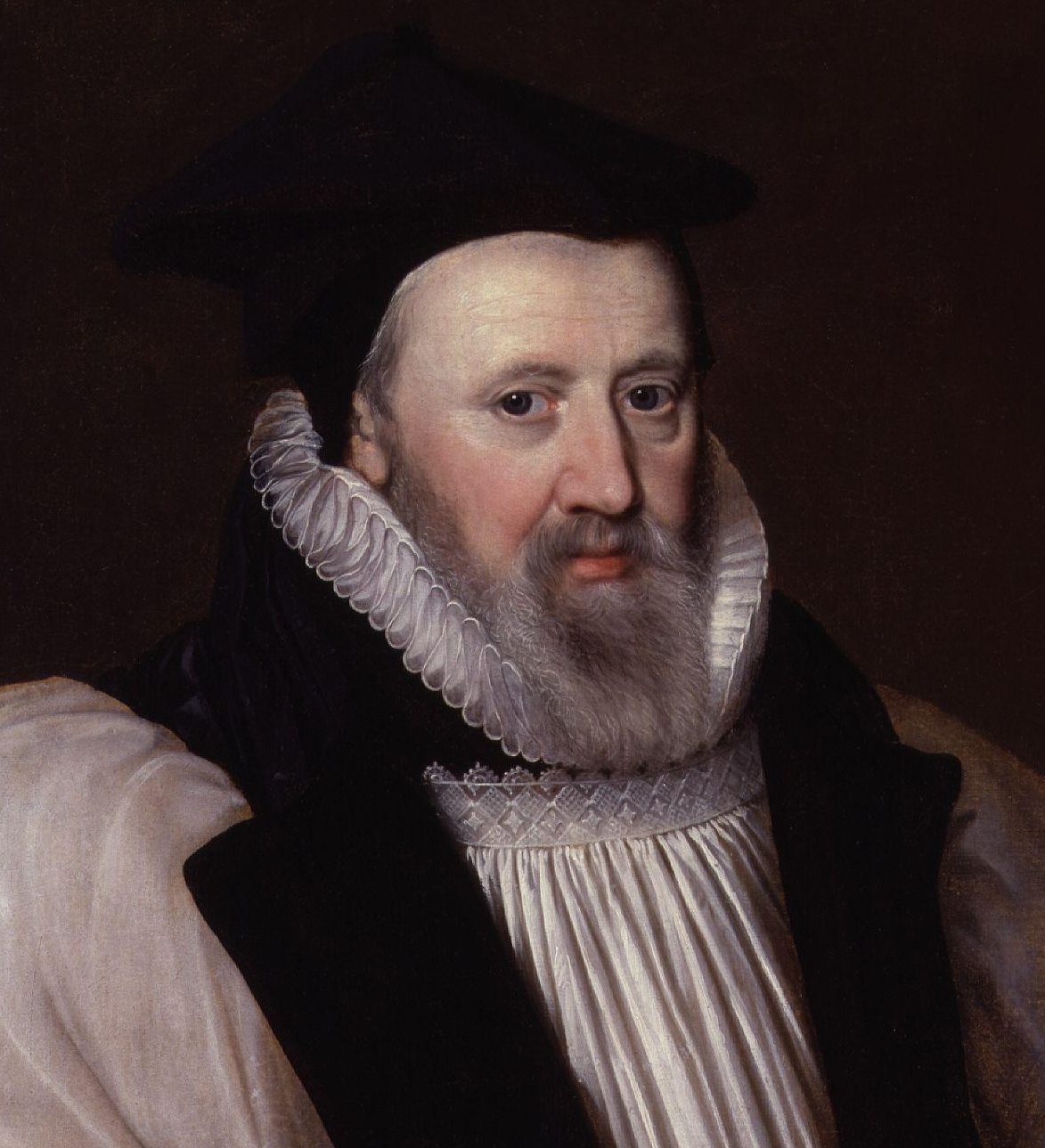
Portret van George Abbot (1623)

George Abbot (Guildford Surrey, 29 oktober 1562 – Croydon, 4 augustus 1633) was een Engels anglicaan en aartsbisschop van Canterbury van 1611 tot aan zijn dood. 

## Levensloop
In Chambers Biographical Dictionary wordt hij beschreven als een rechtzinnige maar bekrompen calvinist. 
Zijn vader, Maurice Abbot (†1606) was lakenhandelaar. George had vijf broers, onder wie Robert Abbot, bisschop van Salisbury en Maurice Abbot, lord mayor van Londen. Hij liep school in de Royal Grammar School, Guildford. Hij vervolgde zijn studies in Oxford aan Balliol College. In 1597 werd hij Master van University College Oxford en in 1600 decaan van de kathedraal van Winchester. Hij was driemaal vicekanselier van de Universiteit van Oxford. Hij speelde een leidende rol bij de voorbereiding van de geautoriseerde King Jamesversie van het Nieuw Testament. Hij was ook de vierde kanselier van Trinity College, Dublin (1612-1633).
In 1608 reisde hij naar Schotland met George Home, eerste graaf van Dunbar, met het doel de unie te bewerkstelligen tussen de kerken van Engeland en Schotland. Hij viel zeer in de smaak bij King James, die hem tot bisschop van Lichfield en Coventry benoemde. Kort daarop werd hij bisschop van Londen.

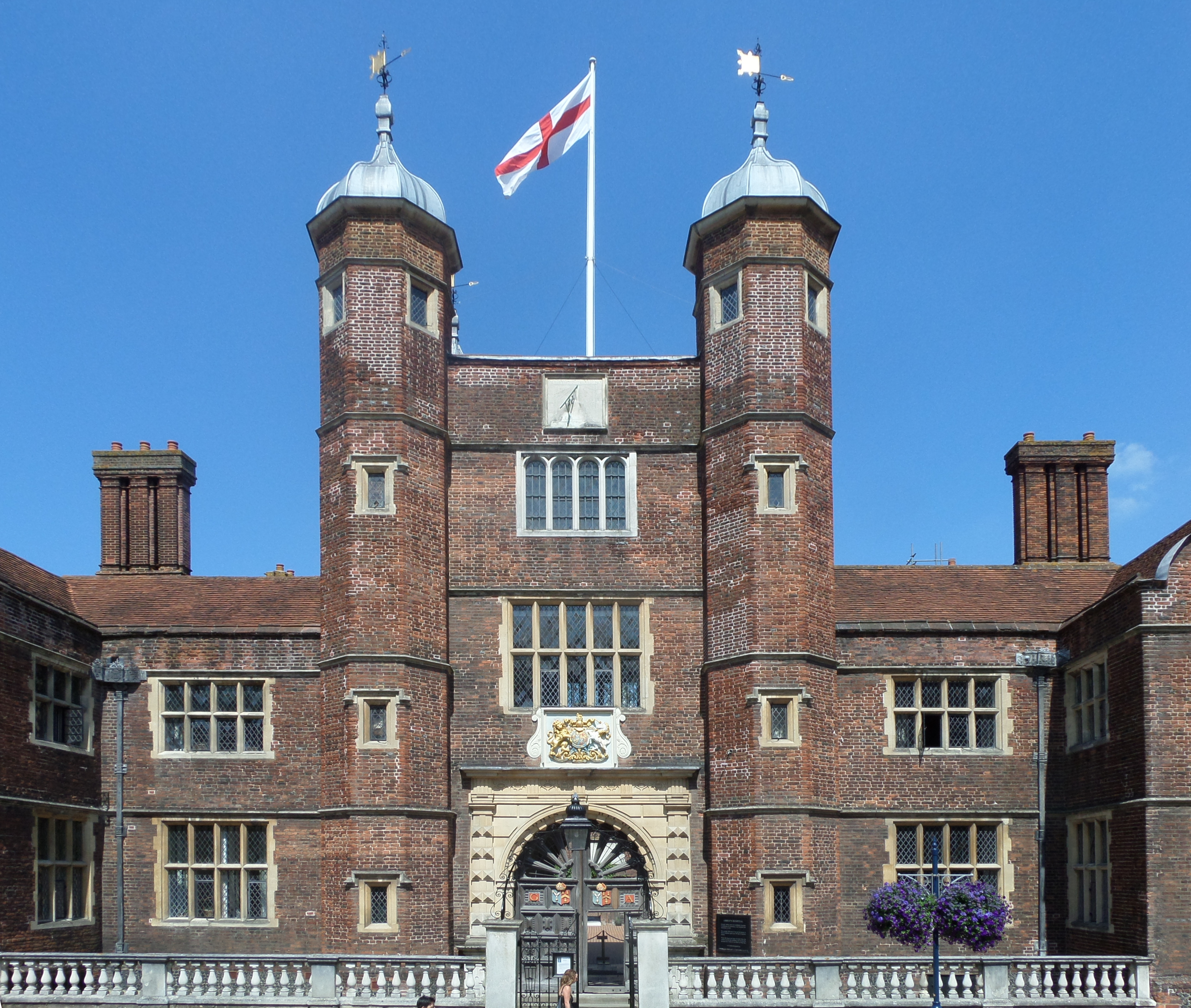
Abbot's Hospital in Guildford

## Aartsbisschop van Canterbury
Op 4 maart 1611 werd Abbot benoemd tot aartsbisschop van Canterbury. Hij wierp zich op als de verdediger van de rechtmatige apostolische opvolging van de anglicaanse bisschoppen en van de rechtsgeldigheid van hun priesterwijdingen.
Ondanks het feit dat hij deze katholieke filiatie verdedigde, was hij een puriteinse protestant die het de rooms-katholieken vaak moeilijk maakte. 
In juli 1621 nam hij deel aan een jachtpartij in Hampshire. Een schot dat hij loste en dat bestemd was voor een hert kwam terecht op een opzichter, die bijna onmiddellijk overleed. Abbot werd er erg door aangegrepen en vergleed in een diepe depressie. Zijn vijanden eisten zijn ontslag, maar de koning stelde een onderzoekcommissie aan en besliste uiteindelijk ten gunste van de aartsbisschop.

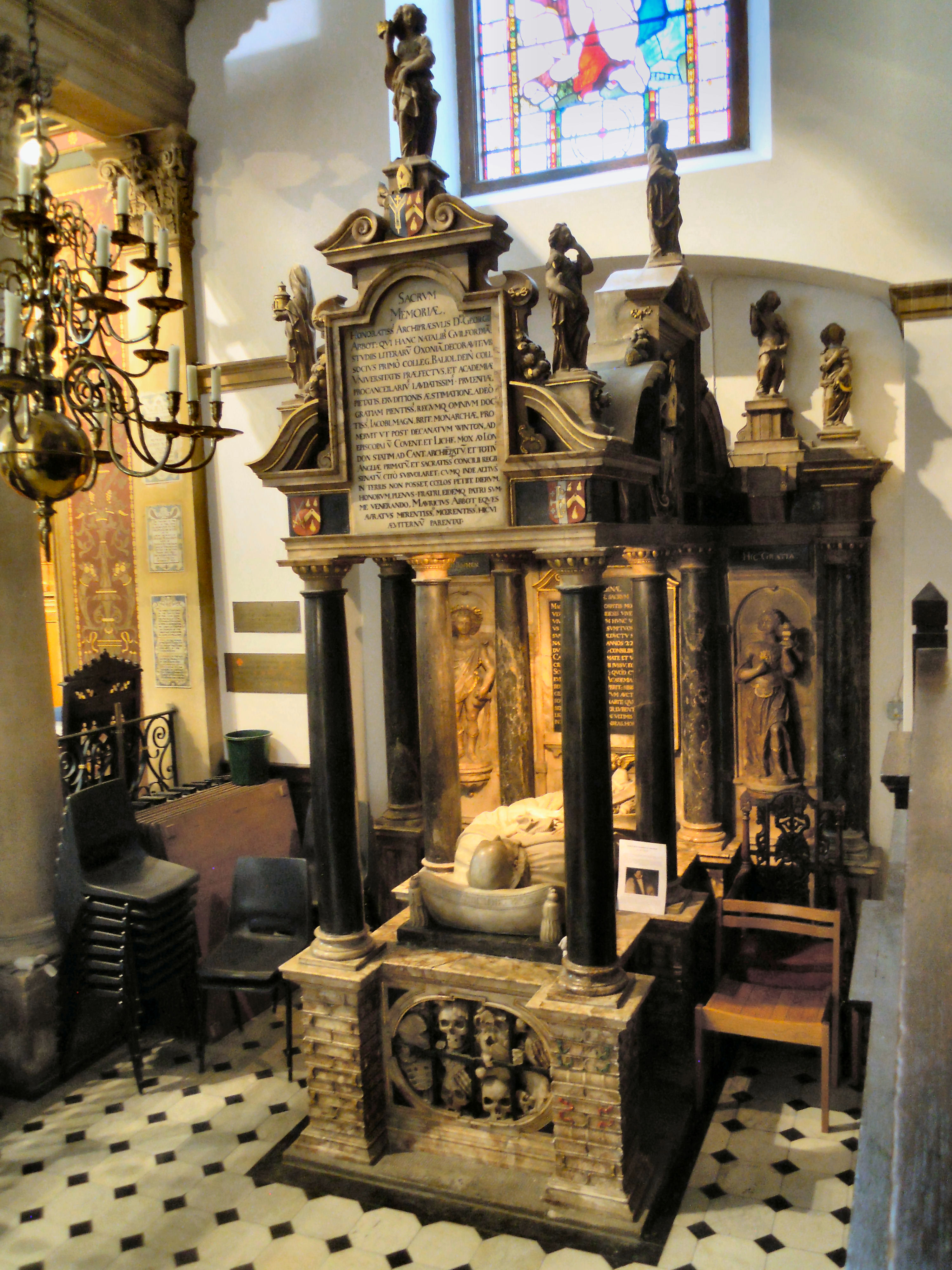
Graftombe van George Abbot in Holy Trinity Church, Guildford

Nadien verscheen Abbot nog zelden aan het hof. Wel trad hij actief op in 1625 om de koning bij te staan in zijn laatste ziekte en hij zat ook de kroningsceremonie van Charles I voor. Hij kwam echter na korte tijd in frontale botsing met hem en leefde voortaan teruggetrokken in Croydon, tot aan zijn dood. Hij werd opgevolgd door William Laud.
Door zijn strijd tegen Conrad Vorstius in Leiden, heeft hij ook in de Nederlanden herinneringen nagelaten. Die strijd betrof uitlopers van zijn strijd tegen de katholiserende richting binnen de anglicaanse kerk.

## In de herinnering

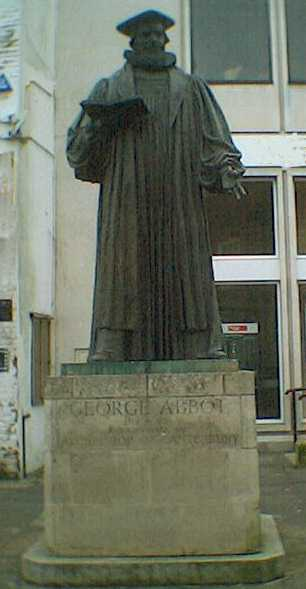
Standbeeld van Abbot in Guildford

Abbot was, volgens historici, een gewetensvolle bisschop, hoewel eerder bekrompen in zienswijzen en hard tegenover de rooms-katholieken.
In Guildford blijft de herinnering aan Abbot voortleven, door:
- het ziekenhuis dat hij er stichtte,
- zijn standbeeld in High Street,
- zijn graf in Trinity Church,
- een school en zelfs een pub die zijn naam dragen.

## Publicaties
Hij schreef heel wat werken, waarvan de bekendste zijn
- het breedvoerige Exposition on the Prophet Jonah (1600) en
- Geography, or a Brief Description of the Whole World (1599), die talrijke heruitgaven kende.